# فرانك دي ستيفانو
فرانك دي ستيفانو (بالإنجليزية: Frank De Stefano)‏ هو محاسب أسترالي، ولد في 1948.